# Lady Frances Carfax försvinnande
Lady Frances Carfax försvinnande (engelska: The Disappearance of Lady Frances Carfax) är en av Sir Arthur Conan Doyles 56 noveller om detektiven Sherlock Holmes. Novellen publicerades första gången 1911 och återfinns i novellsamlingen His Last Bow. Novellen utmärker sig då Doktor Watson till stor del sköter fältarbetet medan Holmes är kvar i London.

## Filmatisering
Novellen har filmatiserats med Jeremy Brett i huvudrollen.